# Mosel
A Mosel (franciául Moselle, hollandul Moezel) folyó Franciaország, Luxemburg és Németország területén, a Rajna bal oldali mellékfolyója.

## Nevének eredete
Neve a latin Mosella szóból származik, jelentése „kicsi Maas”.

## Földrajzi adatok
A folyó Franciaországban, a Vogézekben ered Lotaringia és Elzász határán 715 méter magasan. Átfolyik az egyik legnagyobb francia iparvidéken (Nancy-Metz), érinti Luxemburgot, és északkeleti irányba folyva Koblenz városnál torkollik a Rajnába. A hossza 544 km, vízgyűjtő területe 28 286 km², míg átlagos vízhozama 428 m³ másodpercenként.
A Mosel fontos hajóút. A felújított medret 18 zsilippel 1967-ben adták át. Azóta 3000 tonna teherbírású hajók is közlekedhetnek a folyón.
Jelentősebb városok a Mosel mentén: Épinal, Toul, Metz, Remich, Trier és Koblenz.
Mellékfolyói a Moselotte, Vologne, Madon, Meurthe, Rupt de Mad, Seille, Orne, Fensch, Gander, Sûre, Syre, Laafbaach, Leiteschbaach, Rouderbaach, Gehaansbaach, Kelsbaach, Donverbaach, Aalbaach, Kurlerbaach, Duelemerbaach, Saar, Sauer, Ruwer, Kyll, Salm, Lieser és az Alf.

## Képek

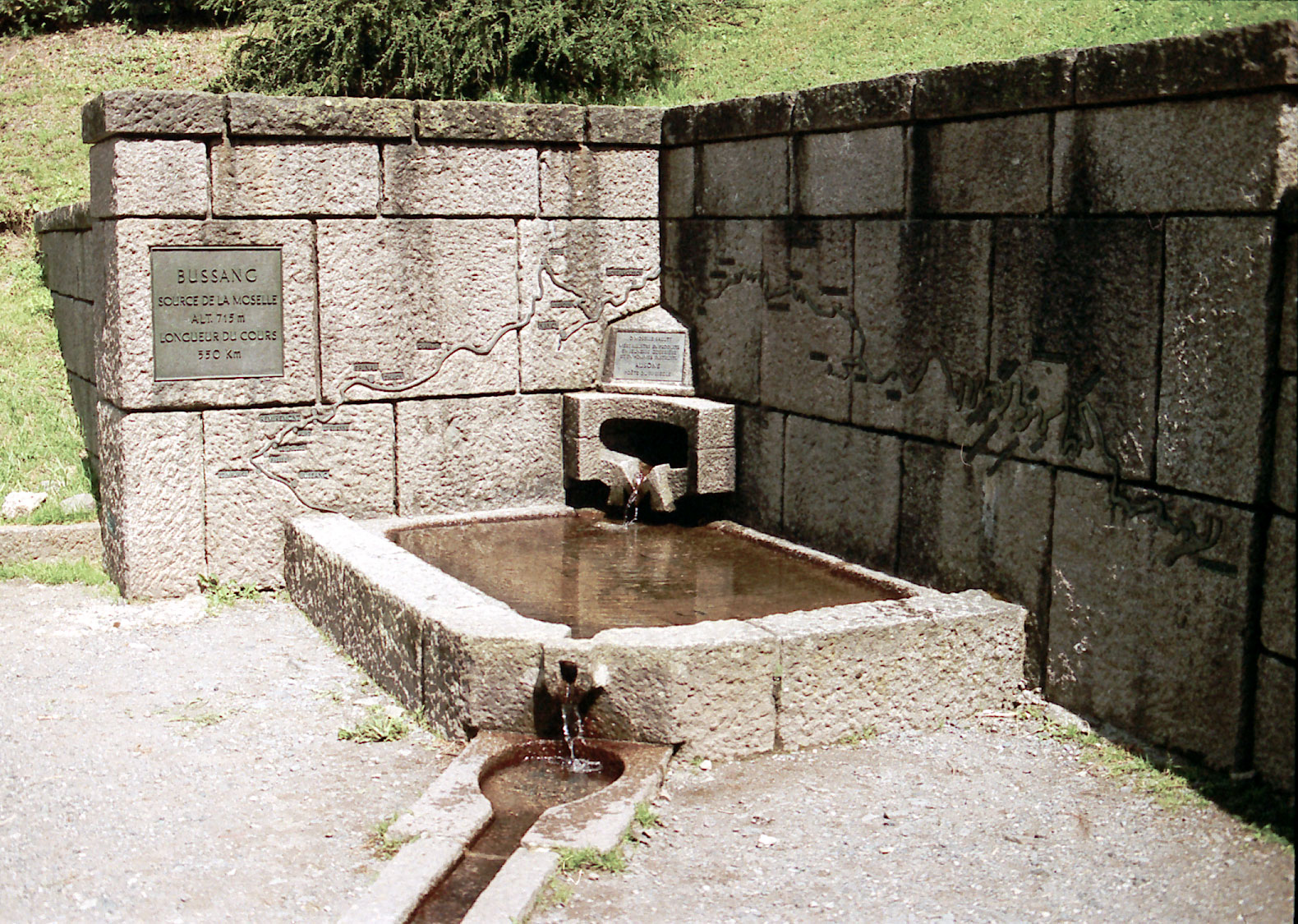
A Mosel forrása
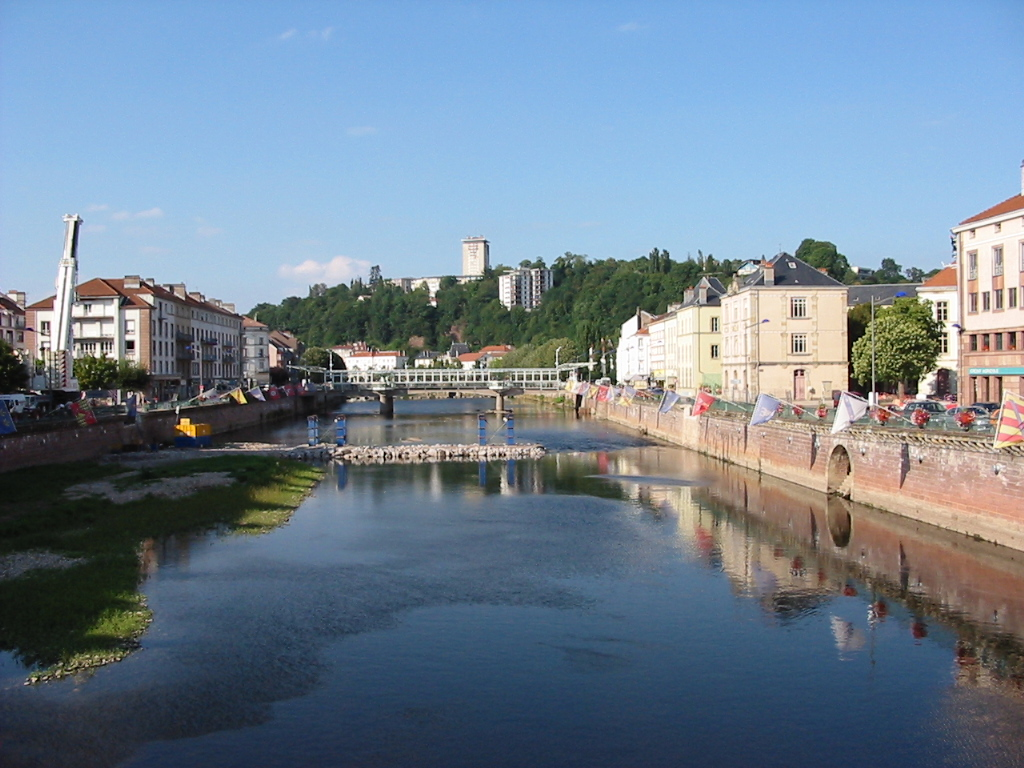
Épinal
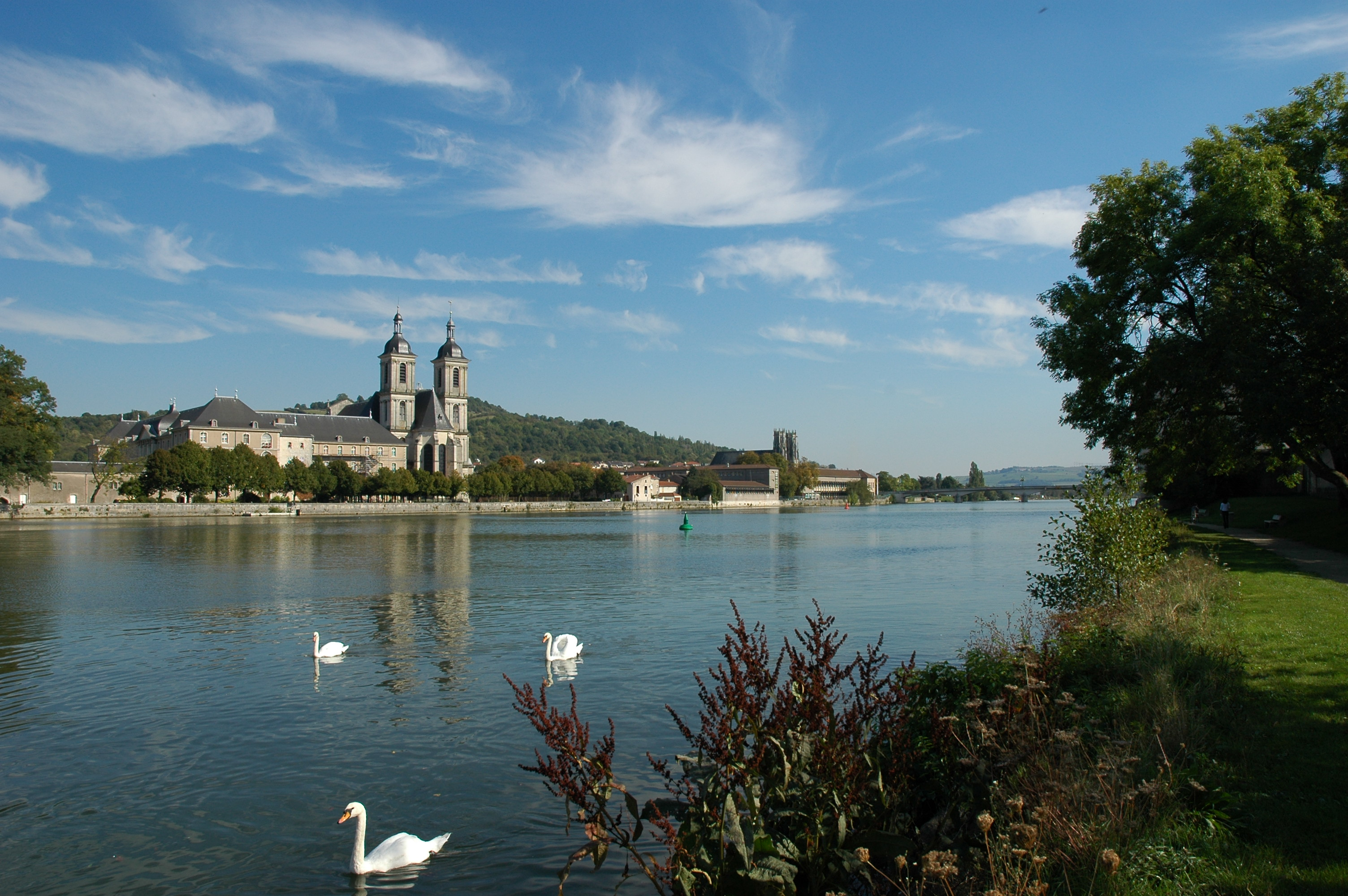
Pont-à-Mousson
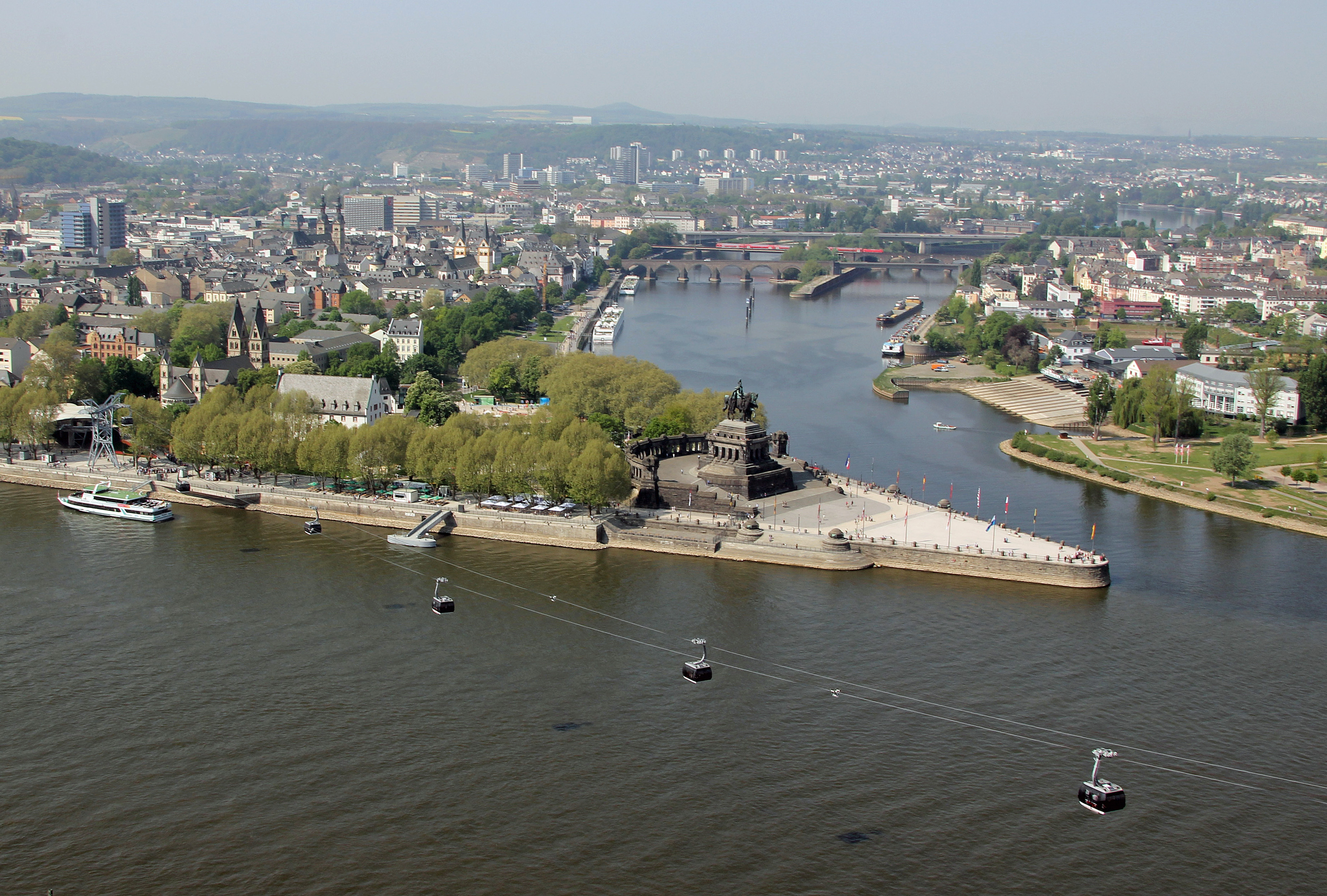
A Mosel és Rajna összefolyása Koblenznél